# Valonia ventricosa
Espèce
Valonia ventricosa est une espèce d'algues vertes marines unicellulaires de la famille des Valoniaceae. 

## Description
C'est une algue en forme de sphère vert bouteille plus ou moins iridescente et translucide, et parfaitement lisse (d'où son nom de « perle de mer »). Sa surface est cependant parfois couverte d'algues encroûtantes (comme des Hydrolithon). Elle peut atteindre une taille de 5 cm, et est un des plus gros organismes unicellulaires connus (mais son utricule possède plusieurs noyaux). 

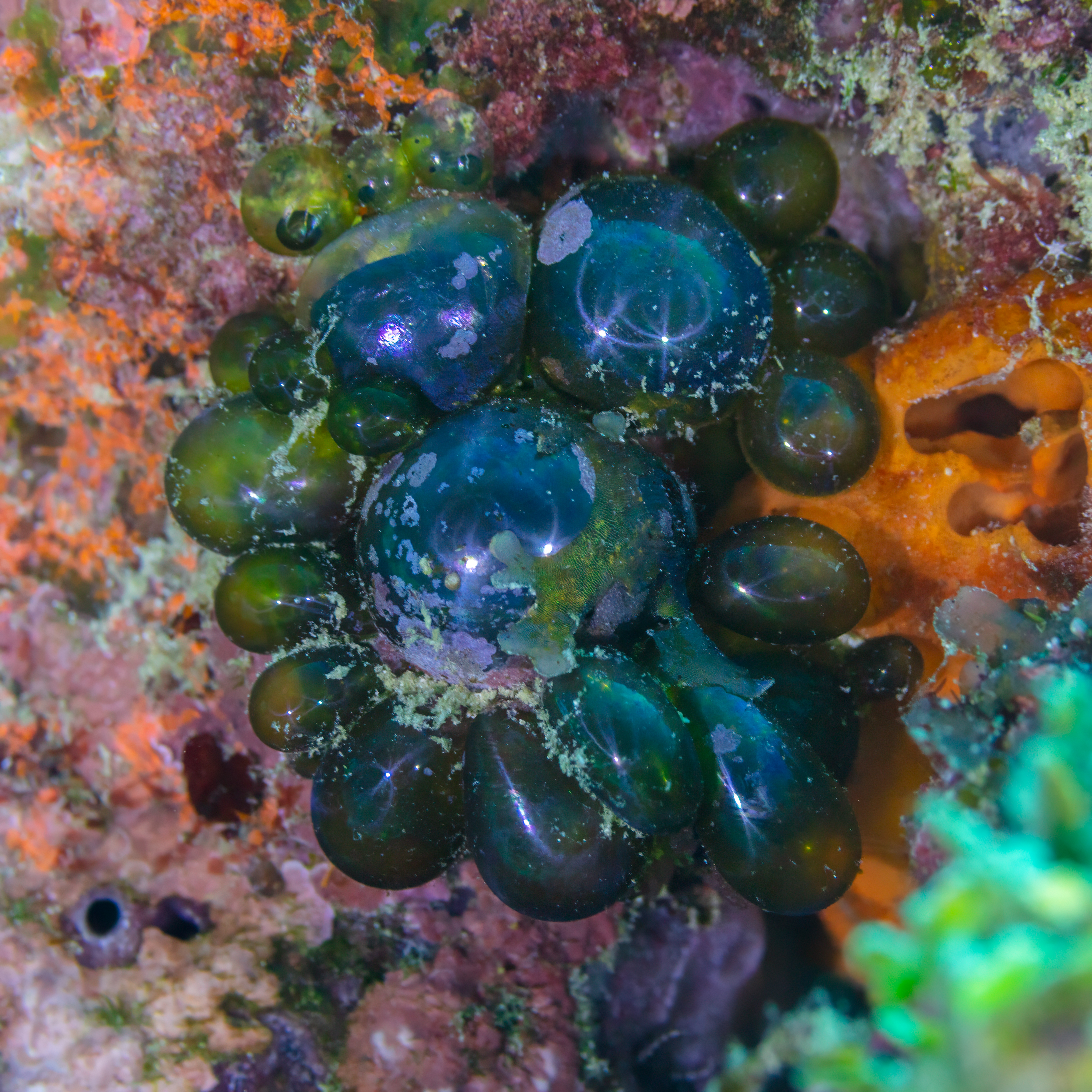
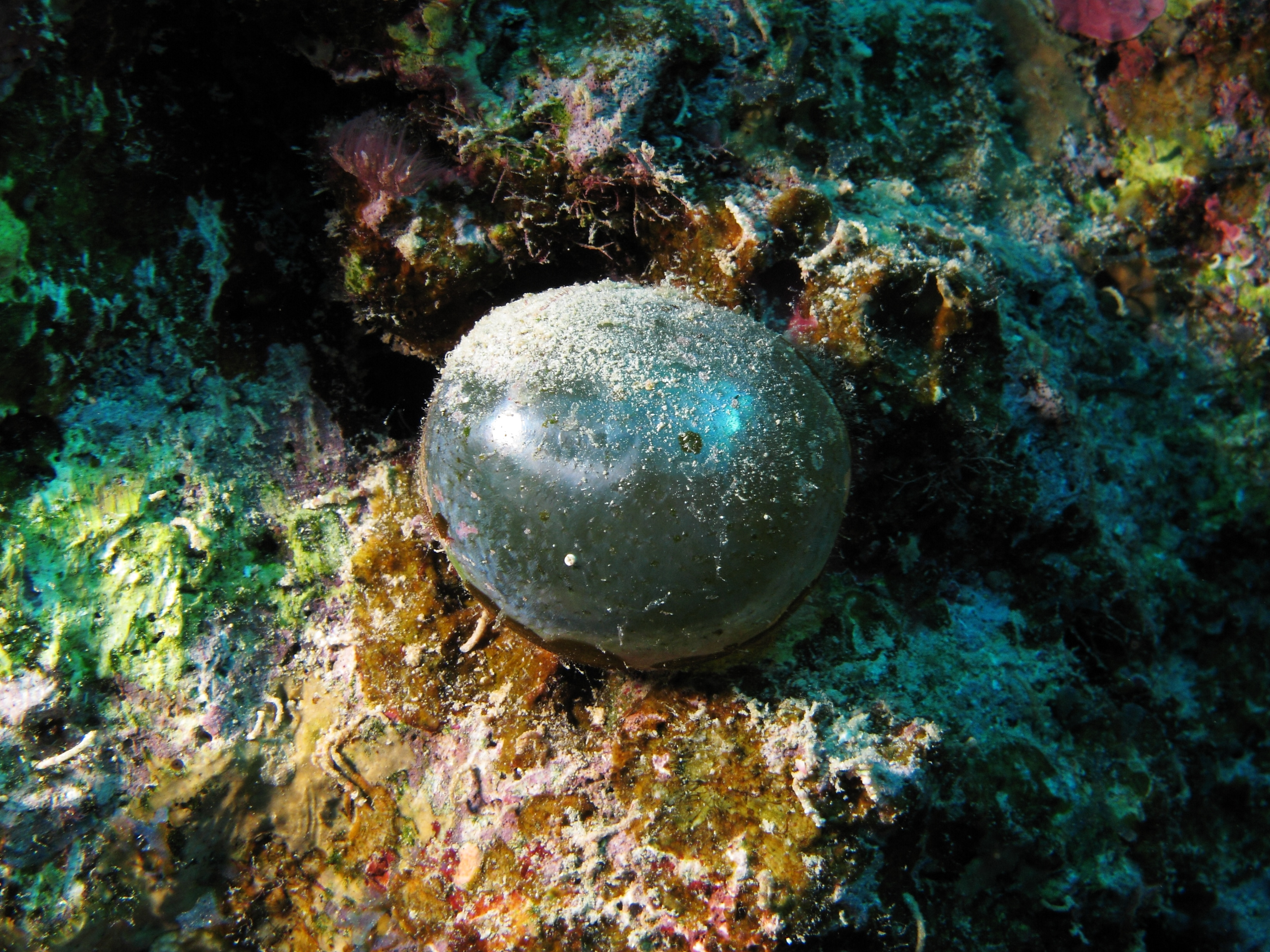
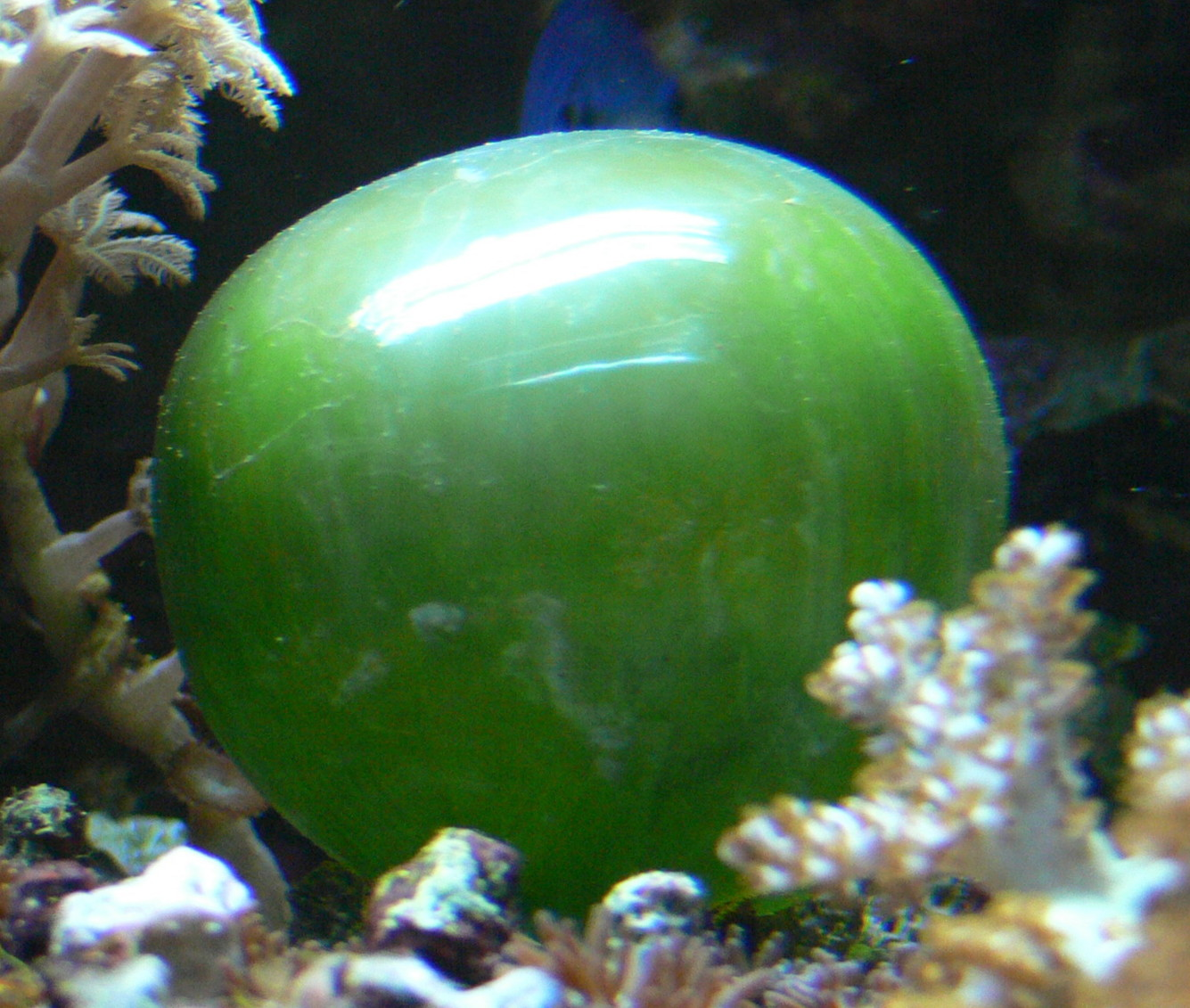
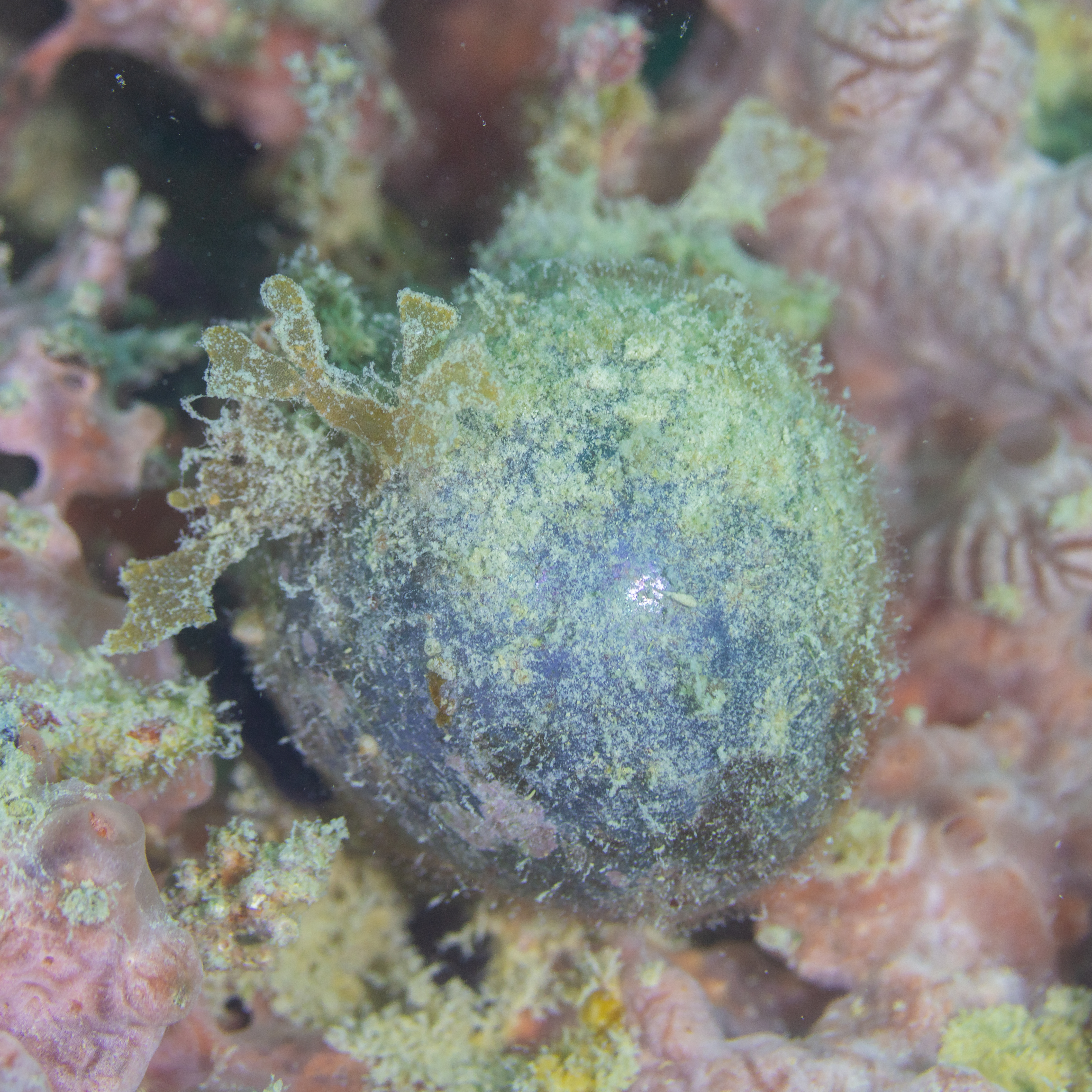

En effet, Valonia ventricosa n'est pas exactement une seule cellule. Elle présente une structure cœnocytique avec plusieurs noyaux et chloroplastes. Elle possède une grande vacuole centrale qui est de structure multilobulaire (lobules rayonnant d'une région sphéroïde centrale).
L'organisme contient plusieurs domaines cytoplasmiques, chaque domaine ayant un noyau et quelques chloroplastes. Ces domaines cytoplasmiques sont interconnectés par des « ponts » cytoplasmiques supportés par des microtubules (comme les axones). 
Le cytoplasme périphérique dont la membrane est recouverte par la paroi cellulaire n'a qu'une épaisseur d'environ 40 nm.

## Habitat et répartition
Cette espèce habite toutes les mers tropicales et subtropicales aussi bien en Atlantique que dans l'Indo-pacifique.
On la rencontre dans des anfractuosités (corail, roches...), de la surface à 80 m de profondeur, suivant la limpidité des eaux. 

## Écologie et comportement
Elle se multiplie par division cellulaire.
Elle est la proie de certains herbivores, comme le crabe Mithraculus sculptus.